# كوكال صغير
كوكال صغير (الاسم العلمي: Centropus bengalensis) (بالإنجليزية: Lesser Coucal)‏ هو نوع من الطيور يتبع جنس الكوكال من فصيلة طيور الوقواق.